# Élevage hors-sol

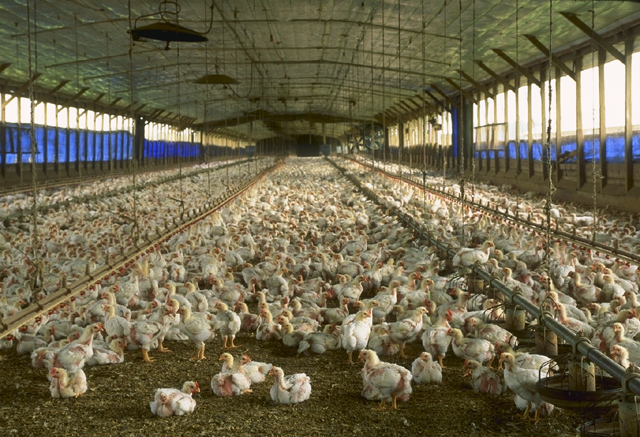
Élevage industriel de poulets en Floride.

Pour les articles homonymes, voir Hors-sol.
L'élevage hors-sol est un type d'élevage intensif où les aliments viennent en majeure partie de l'extérieur de l'exploitation ; les ateliers qualifiés ainsi sont le plus souvent porcins ou avicoles, mais peuvent être bovins (comme ceux de veaux de boucherie) ou cunicoles (production de lapins) ; généralement les animaux ne sortent pas des bâtiments. Par ailleurs, Il s'agit d'un élevage industriel dont la production est destinée au marché. Souvent la production est intégrée dans une filière où le producteur a un contrat avec des fournisseurs. En élevage porcin, l'éleveur peut avoir un rôle de naisseur (il produit des porcelets), d'engraisseur ou de naisseur-engraisseur ; il peut participer à un groupement de producteurs et n'être pas directement dépendant d'un fabricant d'aliments, l'élevage n'en reste pas moins « hors-sol ».
Par contre dans l'élevage lié au sol, la plupart des aliments sont issus de l'exploitation, c'est généralement le cas des élevages laitiers : vaches et brebis laitières, chèvres.

## Impact environnemental
Le secteur économique de l'élevage hors sol émet beaucoup de gaz à effet de serre, à cause du volume de déjections animales (émission de méthane) et de la fabrication et du transport d'aliments d’élevage (émission de protoxyde d'azote), par ailleurs coûteux en énergie. Le processus de décomposition des matières organiques donne lieu à terme à la production de nitrates qui ne devront pas excéder les besoins des cultures (risquant alors d'être lessivés et de venir ainsi polluer le milieu). De plus, ces exploitations produisant peu ou pas de céréales, les déjections sont assez souvent conduites en lisier, plutôt que sous forme de fumier pailleux, d'où une gestion plus complexe de l'azote au niveau des plans d'épandage.
Pour se limiter à la France, la concentration de ces unités dans certaines zones, notamment en Bretagne en production porcine, a affecté la qualité des eaux et favorisé la prolifération des algues vertes sur les plages du littoral.